# Conseguenze della pandemia da COVID-19 sui diritti umani
Poiché i paesi sono invitati ad adottare misure drastiche per rallentare la diffusione del COVID-19, un certo numero di istituzioni ed esperti di diritti umani hanno evidenziato preoccupazioni per le conseguenze della pandemia da COVID-19 sui diritti umani in tutto il mondo.
Nonostante il loro impegno per i diritti umani e la salute, l'Organizzazione Mondiale della Sanità e altri organismi internazionali sono rimasti poco chiari su come i diritti umani e la gestione dei diritti umani vadano di pari passo e si siano affidati molto a tecniche risalenti all'epidemia di influenza del 1918. Il COVID-19 ha reso evidente la tensione tra la tutela della salute pubblica e la tutela dei diritti umani. Di conseguenza, molti gruppi di persone vulnerabili hanno visto la loro situazione deteriorarsi a causa delle deroghe a questi diritti.
Oltre agli aspetti direttamente economici, sociali o sanitari legati al mancato rispetto dei diritti umani, molti governi hanno giustificato atti di violenza contro giornalisti, attivisti e prigionieri di coscienza con la necessità di applicare norme sanitarie nell'ambito della lotta al Covid-19.
Secondo Agnès Callamard, Segretario Generale di Amnesty International, le vittime del Covid nel mondo, che si tratti di Regno Unito, Francia, Stati Uniti, India, Medio Oriente, Brasile, sono state principalmente tra i gruppi più emarginati e vulnerabili.

## Aspetti giudiziari
In tempi normali, i diritti fondamentali possono entrare in conflitto tra loro o essere in contrasto con gli interessi collettivi. Gli Stati hanno il diritto di cercare di preservare questi interessi, il che potrebbe portarli a limitare alcuni di questi diritti quando le circostanze cambiano. In circostanze eccezionali possono essere consentite restrizioni ed esenzioni più severe.
L'Alto Commissariato delle Nazioni Unite per i Diritti Umani e l'Alto Commissariato delle Nazioni Unite per i Rifugiati ritengono che la salute di ogni persona sia legata alla salute dei membri più emarginati della comunità. L'accesso all'assistenza sanitaria deve essere preservato per i più deboli, siano essi in una struttura per anziani, in un carcere o in un campo di migranti o profughi.
In alcuni casi, i ricorrenti davanti alle Corti internazionali di giustizia potrebbero invocare violazioni del divieto di tortura e di trattamenti inumani e degradanti, che si applica in particolare nel contesto della detenzione. Le convenzioni internazionali sui diritti umani convergono per caratterizzare questi diritti come non derogabili, il che probabilmente comporterebbe la responsabilità dello Stato; vengono citati anche altri diritti, come il diritto alla vita, il divieto di schiavitù e il divieto di ogni pena senza legge.

## Un ostacolo all'emergenza sanitaria
Durante la pandemia di Covid-19, sono state segnalate violazioni dei diritti umani tra cui censura, discriminazione, detenzione arbitraria e xenofobia in diverse parti del mondo. Amnesty International ha risposto che "le violazioni dei diritti umani ostacolano, piuttosto che facilitare, le risposte alle emergenze di salute pubblica e ne minano l'efficacia". L'Organizzazione Mondiale della Sanità ha affermato che le misure di assistenza domiciliare volte a rallentare la pandemia non dovrebbero essere prese a scapito dei diritti umani.

### Censura e altre restrizioni sulle informazioni mediche
Il governo cinese ha applicato la censura anticipata per sopprimere le informazioni sul COVID-19 e sui pericoli che rappresenta per la salute pubblica. Ci sono state critiche per aver permesso all'epidemia di diffondersi per settimane prima di intraprendere gli sforzi per contenere il virus. Li Wenliang, medico cinese che ha allertato i colleghi del coronavirus, è stato censurato e poi detenuto per aver ” diffuso false voci". È stato contagiato e successivamente è morto. Amnesty International ha criticato il fatto che l'aggressiva attività di lobbying cinese nei confronti dell'Organizzazione mondiale della sanità abbia incluso la minimizzazione della gravità dell'epidemia.
Almeno 12 paesi hanno bloccato, sospeso o chiuso giornali, account di social media e canali TV per le loro segnalazioni sulla pandemia. Tra questi, il Myanmar, che ha utilizzato le leggi pre-Covid-19 per bloccare i siti web che trasmettono "notizie false" in "situazione di emergenza".
Le autorità di almeno sette paesi hanno bloccato le singole newsletter o ordinato ai media online o agli utenti dei social media di rimuovere o modificare i contenuti relativi al Covid-19. Le autorità vietnamite hanno convocato 650 utenti di Facebook tra gennaio e marzo per interrogarli sulla pubblicazione di informazioni false relative alla pandemia, li hanno costretti tutti a ritirare i loro messaggi e hanno multato più di 160 di loro.
Le autorità turche si sono rifiutate di rilasciare statistiche complete sulle infezioni da coronavirus tra marzo e la fine di novembre 2020, risultando in un vasto sottoconteggio iniziale dei casi. Le autorità si sono anche rifiutate di rispondere a un'interrogazione parlamentare di un politico dell'opposizione che chiedeva informazioni sul numero crescente di morti legate al Covid-19 nelle carceri.
L'Assemblea legislativa di El Salvador ha sospeso tutte le udienze e i procedimenti pubblici nel marzo 2020. Ciò includeva le richieste di informazioni pubbliche, che impedivano alle persone di conoscere i risultati dei loro test sul coronavirus e per quanto tempo erano stati nelle strutture di quarantena.

### Restrizioni controproducenti la libertà
I governi dovrebbero evitare di imporre restrizioni drastiche e troppo ampie alla libertà di movimento e alla libertà individuale e passare a restrizioni obbligatorie solo quando scientificamente giustificate e necessarie e quando possono essere garantiti meccanismi a sostegno delle persone colpite. Una lettera di più di 800 esperti di salute pubblica e legali negli Stati Uniti ha dichiarato: "È più probabile che le misure di autoisolamento volontario [combinate con istruzione, test diffusi e accesso universale alle cure] incoraggino la cooperazione e proteggano la fiducia del pubblico, rispetto alle misure coercitive e hanno maggiori probabilità di incoraggiare la cooperazione e proteggere la fiducia del pubblico con il sistema sanitario".
Il diritto internazionale conferisce ai governi ampi poteri per vietare visitatori e migranti provenienti da altri paesi. Tuttavia, i divieti di viaggio nazionali e internazionali hanno spesso avuto un'efficacia limitata nel prevenire la trasmissione e possono effettivamente accelerare la diffusione della malattia se le persone fuggono dalle aree di quarantena prima che vengano messe in atto.

### Misure di contenimento invasive
Secondo quanto riferito, le autorità hanno anche utilizzato varie misure di confinamento invadenti: barricando le porte delle famiglie sospettate di essere infette con pali metallici, arrestando le persone che si rifiutano di indossare le maschere e facendo volare droni con altoparlanti per sgridare le persone che escono senza maschera.

### Interruzione dei servizi alle persone vulnerabili
Molte persone anziane e persone con disabilità dipendono da servizi e da un supporto ininterrotti a casa e nella comunità. Garantire la continuità di questi servizi e le operazioni significa che le agenzie governative, le organizzazioni comunitarie, i fornitori di assistenza sanitaria e altri fornitori di servizi essenziali sono in grado di continuare a svolgere funzioni essenziali per soddisfare le esigenze. L'interruzione dei servizi locali può portare all'istituzionalizzazione delle persone con disabilità e degli anziani, che può avere conseguenze negative sulla salute.

### Persone incarcerate
Le persone detenute nelle carceri e nei centri di detenzione per immigrati spesso non ricevono un'assistenza sanitaria adeguata in circostanze normali, anche nei paesi economicamente sviluppati. Le popolazioni in custodia spesso includono gli anziani e le persone con gravi malattie croniche, il che significa che sono a maggior rischio di malattia da COVID-19.
Nel marzo 2020, i detenuti nei centri di detenzione in diversi paesi dell'America Latina si sono sollevati per protestare contro la mancanza di misure sanitarie e degli sforzi per contenerle. Centinaia di persone sono fuggite, decine di persone sono rimaste ferite e almeno 40 persone sono morte in relazione alle proteste in Colombia, Venezuela, Argentina, Perù e Brasile
Lo spazio angusto, la scarsa ventilazione e l'assistenza sanitaria inadeguata contribuiscono alla proliferazione delle malattie respiratorie nelle carceri. In Brasile, ad esempio, le carceri contano quasi 1.400 casi di tubercolosi ogni 100.000 persone detenute, rispetto ai 40 della popolazione generale, secondo le ultime informazioni disponibili. La tubercolosi si diffonde nell'aria, ad esempio tossendo e starnutendo, uno dei modi in cui si diffonde la COVID-19.
Il distanziamento sociale non è possibile nei sistemi penitenziari come quelli di Haiti, Bolivia, Guatemala, El Salvador e Honduras, dove i tassi di occupazione vanno da 200 al 400% della capacità ufficiale.

## Diritti delle donne
Sebbene i rischi specifici per le donne in gravidanza esposte a COVID-19 non siano ancora chiari, l'epidemia potrebbe avere ripercussioni negative sulla salute e sui diritti sessuali e riproduttivi. Il sovraccarico dei sistemi sanitari, la riallocazione delle risorse, la carenza di forniture mediche e le interruzioni nelle catene di approvvigionamento globali potrebbero influire sull'accesso delle donne alla contraccezione, all'assistenza pre e postnatale e al parto. Sebbene il rischio di infezione dovuto all'allattamento al seno non sia noto, il Fondo delle Nazioni Unite per la popolazione ha raccomandato che le madri che allattano e che si ammalano non vengano separate dai loro figli.
In Cina, notizie di stampa suggeriscono un aumento della violenza domestica in quarantena. Le crisi - e le quarantene - possono innescare una maggiore incidenza della violenza domestica per ragioni quali aumento dello stress, condizioni di vita ristrette e difficili e la rottura dei meccanismi di sostegno della comunità. Le crisi possono spesso limitare ulteriormente la capacità delle donne di sfuggire agli abusi e collocare le vittime in un ambiente senza un accesso adeguato ai servizi, come un rifugio sicuro lontano dai colpevoli e la responsabilità per gli abusi.
In tutto il mondo, le donne svolgono quasi 2,5 volte più cure e lavori domestici non retribuiti rispetto agli uomini e hanno maggiori probabilità degli uomini di assumersi ulteriori responsabilità di assistenza quando le scuole chiudono, il che rende più difficile mantenere un lavoro retribuito.
In alcune aree, fino al 95% delle lavoratrici lavora nel settore informale, dove non c'è sicurezza del lavoro o rete di sicurezza se una crisi come la COVID-19 distrugge il loro reddito. Il lavoro informale include molte occupazioni che possono essere influenzate dalla quarantena, dal distanziamento sociale e da una recessione economica, come venditori ambulanti, commercianti di merci e lavoratori stagionali. Le donne sono anche sovrarappresentate nei settori dei servizi che sono stati tra i più colpiti dalla risposta al COVID-19.
In giro per il mondo, il 70% dei fornitori di servizi sanitari e sociali sono donne, il che significa che le donne sono in prima linea per contenere la diffusione di COVID-19 e possono essere ad alto rischio per il virus a causa del loro lavoro nel settore sanitario. La paura delle comunità per l'esposizione degli operatori sanitari può portare le donne in questo settore a essere respinte o stigmatizzate, il che aggiunge un onere aggiuntivo alla sfida di proteggere la loro salute e quella delle loro famiglie. Ciò può manifestarsi, ad esempio, cercando di accedere o ottenere assistenza all'infanzia mentre si lavora in prima linea.

## Diritti sessuali e riproduttivi
Le leggi polacche sul divieto di aborto in caso di gravi anomalie fetali e sulla limitazione dell'educazione sessuale, che prevede fino a 3 anni di carcere per i trasgressori (che sono stati inviati in commissione) e il progetto di legge del governo ungherese che impedisce il riconoscimento legale del genere, sono stati criticati dal Parlamento europeo. Polonia e Ungheria sono accusate da quest'ultima di aver approfittato dello stato di emergenza, della ridotta possibilità di dibattito democratico e del potere limitato dei parlamenti, per introdurre leggi soffocando possibili controversie.

## Diritto all'istruzione
Molti paesi hanno chiuso le scuole a causa dell'epidemia di COVID-19, interrompendo l'apprendimento e l'istruzione di centinaia di milioni di studenti. In tempi di crisi, le scuole forniscono ai bambini un senso di stabilità e normalità e forniscono loro un supporto di routine ed emotivo per far fronte a una situazione in cambiamento. Le scuole forniscono anche spazi importanti per i bambini e le loro famiglie per apprendere l'igiene, le corrette tecniche di lavaggio delle mani e affrontare situazioni di disturbo. Senza l'accesso alle scuole, questa responsabilità primaria ricade sui genitori, e sui tutori. Quando le scuole sono chiuse, le agenzie governative devono intervenire per fornire informazioni sulla salute pubblica chiare e accurate attraverso i media appropriati.
Affinché i sistemi educativi rispondano adeguatamente, l'UNESCO ha raccomandato agli Stati "adottare una varietà di soluzioni high-tech, low-tech e tech-free per garantire la continuità dell'apprendimento". In molti paesi, gli insegnanti stanno già utilizzando piattaforme di e-learning per integrare le normali ore di contatto in classe per i compiti, le esercitazioni in classe e la ricerca e molti studenti hanno accesso alle apparecchiature tecnologiche a casa. Tuttavia, non tutti i paesi, le comunità, le famiglie o i gruppi sociali hanno un accesso a Internet adeguato e molti bambini vivono in luoghi in cui i governi spesso chiudono l'accesso a Internet.

## Diritto alla salute

### Cina
All'inizio della pandemia a Wuhan, è stato molto difficile ottenere diagnosi e cure in ospedale: secondo alcuni testimoni, il ricovero era possibile solo quando i pazienti erano in punto di morte.
In Cina, molti pazienti hanno dovuto essere allontanati dagli ospedali dopo ore di coda a causa dell'alto numero di malati. È stata segnalata la carenza di materiale per i test e il trattamento.

### Italia
In Italia, la pandemia ha messo sotto pressione gli operatori sanitari, secondo un direttore dell'ospedale, senza precedenti dalla seconda guerra mondiale. A causa dell'elevato volume di afflusso di pazienti, i medici sono stati costretti a decidere se curare o meno gli anziani o lasciarli morire. Una foto di un'infermiera che è svenuta a causa dell'enorme carico di lavoro in un ospedale italiano è stata ampiamente diffusa come simbolo del sistema sopraffatto dalla pandemia. Il sindaco di una città si è lamentato che i medici non avevano altra scelta che far morire gli anziani con il virus.

### Libia
In Libia, la situazione sanitaria stava peggiorando a causa della guerra in corso, dove gli ospedali venivano costantemente attaccati. Nell'aprile 2020, il coordinatore umanitario delle Nazioni Unite per la Libia, Yacoub El Hillo, ha confermato che 27 strutture sanitarie sono state danneggiate e 14 chiuse in cinque settimane. Il 6 aprile, le forze di Khalifa Haftar, sostenute dagli Emirati Arabi Uniti, hanno lanciato un attacco missilistico Grad contro l'ospedale generale di Al-Khadra e danneggiato la struttura da 400 posti letto, dove venivano curati 300 pazienti, tra cui due pazienti COVID-19. L'attentato è stato condannato come violazione del diritto internazionale umanitario da Yacoub El Hillo.

### Federazione Russa
Gli ospedali specializzati sono stati trasferiti per i pazienti con malattie infettive respiratorie. Ciò ha peggiorato la disponibilità di cure mediche per i pazienti con varie malattie gravi. Secondo il team di esperti, questo ha causato un aumento della mortalità molte volte superiore al tasso di mortalità per polmonite.

## Frattura numerica
In totale, 3,7 miliardi di persone non hanno accesso a Internet. La maggior parte di loro si trova nei paesi poveri, dove la necessità di diffondere informazioni su come combattere il COVID-19 è più urgente. I migranti e i più poveri sono i più vulnerabili al virus, secondo l'Organizzazione mondiale della sanità.
Più di un miliardo di bambini in tutto il mondo sono attualmente esclusi dalle aule a causa delle misure di quarantena. Anche se gli insegnanti tengono corsi online giornalieri, molti di questi bambini semplicemente non possono partecipare.
Il telelavoro è una realtà solo per i lavoratori e gli amministratori del settore dei servizi. Ma, come mostrano i numeri, non tutti saranno in grado di connettersi. Anche allora, potrebbero scoprire che la loro connettività è influenzata dal numero di persone che utilizzano il web.

## Libertà dalla discriminazione

### Razzismo e xenofobia
Sono aumentate le segnalazioni di razzismo contro gli asiatici, in particolare contro i cinesi in Europa e nelle Americhe. Il Comitato di emergenza dell'Organizzazione mondiale della sanità ha rilasciato una dichiarazione in cui consigliava a tutti i paesi di essere consapevoli dei "principi dell'articolo 3 dell'IHR (il Regolamento sanitario internazionale)", che l'OMS afferma essere un avvertimento contro le "azioni che promuovono lo stigma o la discriminazione" quando si effettuano misure di risposta nazionali all'epidemia.
Un fotografo dello staff del Washington Post ha catturato un'istantanea degli appunti del discorso del presidente degli Stati Uniti Donald Trump in cui aveva cancellato la parola "coronavirus" e l'aveva sostituita con le parole "virus cinese". Trump si è riferito a COVID-19 come "virus cinese" nei suoi discorsi in mezzo a crescenti proteste di razzismo da diverse parti. Tuttavia, ha affermato di non credere che le sue dichiarazioni fossero razziste perché il virus ha avuto origine lì, e ha anche affermato che intendeva contrastare la propaganda cinese secondo cui i soldati americani avevano originariamente portato il virus in Cina.
L'India ha visto molti casi di persone delle sue parti nord-orientali chiamate "coronavirus" a causa delle loro somiglianze razziali con il popolo cinese, il paese in cui ha avuto origine la pandemia. Questo è sullo sfondo dei problemi esistenti di razzismo che le persone di queste regioni continuano ad affrontare. Il ministro per gli affari delle minoranze del governo indiano, Kiren Rijiju, ha rilasciato una dichiarazione contro i crescenti casi di commenti razzisti contro la popolazione del nord-est dell'India.
Il 1º maggio 2020, le autorità malesi hanno radunato e detenuto quasi 586 migranti privi di documenti in un raid condotto a Kuala Lumpur. I migranti detenuti includevano bambini piccoli e rifugiati di etnia Rohingya dal Myanmar, in mezzo all'aumento della xenofobia. La mossa è stata condannata dalle Nazioni Unite, che hanno esortato la Malesia a evitare tali detenzioni e a rilasciare i bambini, avvertendo che i centri di detenzione sovraffollati saranno altamente vulnerabili durante la pandemia di COVID-19.
Nel giugno 2020, un rapporto nel Regno Unito ha evidenziato che le minoranze etniche corrono un rischio maggiore di perdere la vita a causa del COVID-19. Il 5 giugno, la Commissione per l'uguaglianza e i diritti umani (EHRC) ha annunciato l'avvio di un'inchiesta legale sulle disuguaglianze razziali, che sono state scoperte in mezzo a un'ondata di casi COVID-19 nel Regno Unito. L'indagine dell'organismo di vigilanza sui diritti umani era di fornire informazioni basate su prove, richieste da dipartimenti e organizzazioni governative.
Il 30 giugno, un articolo del Wall Street Journal ha rivelato che i tassi di ospedalizzazione e morte in America legati al Covid-19 sono stati osservati essere più alti per i gruppi non bianchi anche dopo aver aggiustato fattori come l'età e la geografia. In un rapporto pubblicato dai Centers for Disease Control and Prevention che studia i ricoveri per COVID 19 tra i bambini americani, è emerso che il 40% dei bambini ospedalizzati studiati era ispanico e il 33% era nero. Lo studio ha concluso che le comunità minoritarie erano più a rischio a causa delle disuguaglianze sociali sistemiche, come l'instabilità economica e lo stato assicurativo.

### Stigmatizzazione
Le persone hanno riferito di aver sperimentato lo stigma sociale dopo essersi ripresi dalla malattia. Alcuni operatori sanitari che si prendono cura di persone con COVID-19 hanno anche riferito di aver avuto difficoltà di salute mentale a causa della paura di essere stigmatizzati dalla loro famiglia e dalla comunità.
Shincheonji Chiesa di Gesù, un gruppo di minoranza religiosa con sede in Corea del Sud, e i suoi membri correlati hanno subito discriminazioni e molestie online e offline a causa del loro legame con un'epidemia iniziale di COVID-19 a Taegu, in Corea del Sud. I membri hanno segnalato attacchi violenti, molestie online, danni alle aziende e bullismo nei luoghi di lavoro e nelle scuole a causa del sentimento anti-Shincheonji che è aumentato da febbraio 2020.
Nel novembre 2020, la Commissione nazionale per i diritti umani della Corea e il Korea Insight Research Institute hanno riferito che ci sono stati 86.451 casi di incitamento all'odio online e di espressioni di odio nei confronti di Shincheonji, tra febbraio 2020 e maggio 2020, su varie piattaforme di social media, forum di comunità online, e blog, incolpando Shincheonji della diffusione del COVID-19. Ci sono stati due episodi di donne spinte al suicidio a causa dell'accusa di COVID-19 e della discriminazione nei confronti dei membri di Shincheonji. Il 26 febbraio, secondo quanto riferito, una donna membro di Shincheonji è stata attaccata dal marito che stava cercando di costringerla a lasciare Shincheonji ed è morta dopo essere caduta dal suo appartamento al settimo piano. Il 4 maggio, una donna di 42 anni, membro della congregazione Shincheonji, vittima di abusi coniugali presumibilmente a causa della sua affiliazione con Shincheonji, è morta cadendo dal suo appartamento all'undicesimo piano.

### Non discriminazione
Il 17 aprile 2020, l'Alto Commissario OSCE per le minoranze nazionali ha pubblicato un documento intitolato "Razionalizzazione della diversità: misure COVID-19 a sostegno della coesione sociale". Il documento includeva raccomandazioni agli Stati partecipanti dell'OSCE su come le risposte governative al COVID-19 potrebbero garantire l'inclusione ed essere sensibili alla diversità sociale. I principi chiave includevano: sostenere i diritti umani, essere inclusivi e sensibili alle esigenze linguistiche e anche mantenere la tolleranza zero per la discriminazione e la xenofobia.

## Libertà dall'arresto e dalla detenzione arbitrari
Gli attivisti che condividevano informazioni sulla situazione epidemiologica del COVID-19 in Cina sono stati intimiditi e molestati. Negli Stati Uniti, il Dipartimento di Giustizia ha raggiunto il Congresso per la possibilità di chiedere ai giudici capi di detenere persone a tempo indeterminato senza processo durante le emergenze, che fa parte di una spinta per nuovi poteri che è arrivata quando la COVID-19 si è inizialmente diffusa negli Stati Uniti.
Il 15 maggio, l'Alto Commissario delle Nazioni Unite per i diritti umani Michelle Bachelet ha avvertito che i poteri di emergenza e i blocchi imposti durante la pandemia di COVID-19 sono stati sfruttati da alcuni governi. Approfittando della situazione, i suddetti governi stavano tentando di mettere a tacere i dissidenti e di tenere a freno i nemici politici, gli attivisti per i diritti umani e i giornalisti. Ha anche affermato che la risposta alla crisi dovrebbe essere "guidata da fatti basati sulla scienza", piuttosto che sulla politica o sull'economia.
Nel loro rapporto "Democracy under lockdown", la ricerca di Freedom House ha trovato prove di violenza della polizia contro i civili in almeno 59 paesi e detenzioni e arresti legati alla risposta alla pandemia in almeno 66 paesi. Esempi di ciò includono il Kenya, la cui polizia è accusata di aver picchiato e lanciato lacrimogeni a persone mentre tornavano a casa dal lavoro, e lo Zimbabwe, il cui governo è stato accusato da Amnesty International di usare la pandemia come giustificazione per reprimere gli attivisti per i diritti umani.

### Detenzione di migranti, rifugiati e richiedenti asilo
Diversi paesi hanno detenuto illegalmente e arbitrariamente migranti, rifugiati e richiedenti asilo, il che costituisce una violazione del diritto internazionale e dei diritti umani. Amnesty International ha criticato i governi di Stati Uniti, Messico, Canada, Curaçao e Trinidad e Tobago per aver continuato a "detenere collettivamente decine di migliaia di adulti, famiglie e bambini in strutture di detenzione per immigrati" durante il COVID-19.

## Restrizioni ai poteri democratici e aumento del nazionalismo

### Derive autoritarie
Il COVID-19 ha aggravato la polarizzazione sociale esistente e ha rafforzato le radici ideologiche verso un nazionalismo dell'esclusione sociale. Ha favorito il nazionalismo escludente e ha indebolito il coordinamento e la collaborazione globali. Se da un lato la pandemia ha costretto i Paesi a chiudere le frontiere, ponendoli di fatto in una situazione di localizzazione e isolamento, ha anche determinato un aumento delle forme di autoritarismo. Ad esempio, nelle Filippine, Brasile, India, Sudafrica, Ungheria e Hong Kong, sono state invocate leggi di emergenza e altre misure per aumentare il controllo politico in risposta sia alla crisi sanitaria pubblica diretta che al crescente malcontento popolare nei confronti della sua gestione da parte di governi nazionali.

### Nazionalismi xenofobi
Alti funzionari del governo degli Stati Uniti, tra cui l'ex presidente Donald Trump, hanno alimentato il sentimento anti-cinese chiamando il coronavirus "virus cinese". Leader anti-immigrati come Victor Orban in Ungheria e Matteo Salvini in Italia hanno usato la pandemia per alimentare sentimenti xenofobi.
In Ungheria, il primo ministro Viktor Orban ha sfruttato la pandemia di COVID-19 per minare i principi fondamentali della democrazia e dello stato di diritto in un modo difficilmente conciliabile con gli imperativi della salute pubblica. Una legge d'emergenza, approvata frettolosamente dal Parlamento, che egli controlla, ha conferito a Orban e all'esecutivo poteri straordinari per sospendere alcune leggi e applicarne altre per decreto finché l'emergenza persiste. Questa legge consente a Orban, in qualità di presidente, di evitare l'iter parlamentare e dà a lui e al suo governo i mezzi per esercitare un potere arbitrario e illimitato

### Diminuzione della democrazia
Mentre un deterioramento del clima democratico ha determinato in particolare l'ascesa di regimi autoritari, in particolare in Medio Oriente, Nord Africa e Africa sub-sahariana, alcuni paesi dell'Europa occidentale come la Francia o il Portogallo hanno visto il loro status declassato da "piena democrazia" in "democrazia imperfetta" secondo l'edizione 2020 del Democracy Index pubblicata da The Economist.
"La classifica ha sanzionato i paesi che hanno tolto loro le libertà civili, che non sono riusciti a consentire un controllo adeguato dei poteri di emergenza o ha negato la libertà di parola", avanza lo studio, citando l'esempio della Francia, dove "gravi confinamenti e coprifuoco nazionali hanno portato a una leggera ma significativa diminuzione del suo punteggio complessivo".
In generale, le misure di contenimento e altre misure per combattere il virus imposte dai governi hanno portato a un massiccio ritiro delle libertà civili, causando un calo della partecipazione nella stragrande maggioranza dei paesi. Tutte le regioni del mondo hanno sperimentato un ritiro democratico, ma la soppressione delle libertà individuali nelle democrazie sviluppate è stato l'elemento più notevole del 2020.
Il Medio Oriente, il Nord Africa e l'Africa sub-sahariana hanno avuto un anno terribile, con leader autocratici che hanno usato la copertura della pandemia per reprimere l'opposizione. L'Asia ha guadagnato tre "democrazie complete" (Giappone, Corea del Sud e Taiwan), mentre l'Europa ne perde due (Francia e Portogallo).
Gli Stati Uniti restano una "democrazia imperfetta", polarizzati non solo su questioni politiche ma anche su valori fondamentali, e sulla coesione sociale necessaria per sostenere una "piena democrazia".
In Europa orientale e in America Latina, la pandemia ha esacerbato le lacune democratiche esistenti, inclusi controlli e contrappesi deboli, corruzione persistente, propensione in alcuni luoghi ad avere leader forti e pressioni esercitate sulla libertà dei media.
El Salvador e Hong Kong sono state retrocesse dalla classifica di "democrazia imperfetta" a quella di "regime ibrido". Più in basso nella classifica, Algeria, Burkina Faso e Mali hanno perso lo status di "regimi ibridi" e ora sono indicati come "regimi autoritari".
Un altro indicatore chiave delle risposte dei paesi alla pandemia riguarda lo svolgimento delle elezioni nazionali. Da quando è stata annunciata la pandemia, 17 paesi hanno tenuto elezioni nazionali e subnazionali, mentre 66 le hanno rinviate.

## Aumento della violenza e dello stigma

### Violenza ed esclusione della polizia

#### Asia
In diversi stati indiani, foto e video mostrano la polizia che picchia le persone che cercano di impossessarsi degli elementi essenziali, così come i senzatetto per cacciarli dalle strade; sono state segnalate anche molestie e minacce di espulsione nei confronti di operatori sanitari e personale delle compagnie aeree.
Nelle Filippine sono state segnalate varie violenze e umiliazioni da parte della polizia, a causa di presunte violazioni delle normative relative alla prevenzione del COVID-19.
I poveri di Metro Manila escono per elemosinare soldi o cercano lavoro se hanno perso il lavoro a causa della chiusura di un'azienda. Alcuni erano una volta venditori di pesce e conducenti di jeepney, una forma di trasporto pubblico molto popolare, ha affermato Maria Ela Atienza, professoressa di scienze politiche alla Diliman University delle Filippine. Rischiano di essere arrestati, ha affermato.
Rodrigo Duterte, noto per la sua micidiale campagna antidroga nel 2016, ha detto ai soldati e ai capi del quartiere di sparare ai "piantagrane" che stanno protestando durante la quarantena, ha riportato Amnesty International sul suo sito web nell'aprile 2020. Il "clima di impunità prevalente" ha portato ad un aumento delle uccisioni di attivisti nel 2020 per motivi politici, secondo Amnesty International.

#### Africa
La Nigeria, il Sudafrica, l'Uganda e il Kenya sono alcuni paesi in cui le agenzie di sicurezza hanno usato mezzi brutali per tenere le persone lontane dalle strade durante il confinamento nel 2020. Questa brutalità contraddice alcune delle misure messe in atto che consentono alle persone di uscire solo per motivi essenziali, come l'acquisto di cibo e medicine.

#### Europa
In Francia, i video pubblicati su Twitter da Asnières, Grigny, Ivry-sur-Seine, Villeneuve-Saint-Georges, Torcy, Saint-Denis e altrove hanno mostrato persone apparentemente picchiate o "gasate" con gas lacrimogeni, e in un caso una persona è stata investita da un agente di polizia su una motocicletta. I video sembrano mostrare che non si sono opposti né alla violenza né alla resistenza alla polizia. In alcuni casi, le dichiarazioni rilasciate dalla polizia erano di natura xenofoba o omofoba. Le immagini mostrano anche gli agenti di polizia utilizzare tecniche di immobilizzazione pericolose e potenzialmente letali, come recentemente ricordato dalla morte di fattorino Cédric Chouviat, che è morto a seguito di un placcaggio ventrale e una chiave di strangolamento durante un controllo su strada.

## Comunità LGBT
In molti paesi, lesbiche, gay, bisessuali e transgender (LGBT) subiscono discriminazioni nell'accesso all'assistenza sanitaria. Human Rights Watch ha documentato una discriminazione sanitaria basata sull'orientamento sessuale e sull'identità di genere in paesi come Stati Uniti, Tanzania, Giappone, Indonesia, Bangladesh, Russia e Libano. Questa discriminazione può influenzare l'accesso ai test e al trattamento dell'HIV e alla cura di altre malattie croniche che possono rendere le persone LGBT particolarmente vulnerabili a malattie gravi o persino morte legate al Covid-19.

### Xenofobia anti-asiatica
Dallo scoppio del coronavirus, le notizie provenienti da diversi paesi hanno riportato pregiudizi, razzismo, xenofobia e discriminazione nei confronti delle persone di origine asiatica. Gli incidenti includono aggressioni fisiche e percosse, bullismo violento nelle scuole, discriminazione a scuola o sul posto di lavoro e l'uso di un linguaggio dispregiativo nei notiziari e sulle piattaforme dei media. Da gennaio, i media hanno riportato crimini d'odio nel Regno Unito, negli Stati Uniti, in Spagna e in Italia, tra gli altri paesi, prendendo di mira persone di origine asiatica, apparentemente legate al COVID-19.

## Libertà di espressione e manifestazione, libertà di stampa e informazione
Almeno 83 governi di tutto il mondo hanno usato la pandemia di Covid-19 per giustificare la violazione nell'esercizio della libertà di espressione e di riunione pacifica, secondo Human Rights Watch.
Solo 44 di questi 83 paesi hanno dichiarato lo stato di emergenza. Tuttavia, nessuno ha registrato esenzioni relative alla libertà di espressione e solo otto esenzioni registrate relative alla libertà di riunione. La mancata registrazione delle esenzioni rende più facile per i governi eludere la sorveglianza internazionale che potrebbe frenare l'abuso di poteri straordinari.
Sulla base di un rapporto di Freedom House, almeno 91 paesi hanno subito restrizioni sui media come parte della loro risposta alla pandemia di COVID-19, con queste restrizioni che si sono verificate nel 62% dei "paesi parzialmente liberi" e nel 67% dei "paesi non liberi". Inoltre, hanno anche riferito che sono state imposte ulteriori restrizioni governative alla libertà di parola in almeno 72 paesi.
Amnesty International riferisce che il governo cinese ha censurato numerosi articoli relativi alla pandemia di COVID-19 in Cina. Nicholas Bequelin, direttore regionale di Amnesty International, ha criticato il fatto che "le autorità cinesi rischiano di nascondere informazioni che potrebbero aiutare la comunità medica ad affrontare il coronavirus e aiutare le persone a proteggersi dall'esposizione".
Twitter ha bloccato la condivisione di un post, pubblicato dal Ministero della Salute brasiliano il 13 gennaio 2021, che esortava le persone a cercare un trattamento precoce per le infezioni da COVID-19. Il tweet del ministero consigliava: "Per combattere il Covid-19, la linea guida è non aspettare. Prima si inizia il trattamento, maggiori sono le possibilità di guarigione. Quindi, restate sintonizzati! Quando mostri i sintomi del Covid-19, non aspettate, recatevi in un presidio sanitario e richiedete un trattamento precoce". Nel bloccare il tweet, Twitter ha dichiarato: "Questo Tweet ha violato le Regole di Twitter sulla diffusione di informazioni fuorvianti e potenzialmente dannose relative al COVID-19".

### Bangladesh
Il governo del Bangladesh è stato accusato di usare il virus come mezzo per reprimere i critici del governo. Nel maggio 2020, Human Rights Watch ha riferito che 11 persone, tra cui blogger, vignettisti e giornalisti, sono stati arrestati per aver riferito della pandemia.

### Thailandia
Il 25 marzo 2020, il primo ministro Prayut Chan-ocha ha pubblicato un elenco di divieti in base allo stato di emergenza, comprese ampie restrizioni alla libertà di espressione e alla libertà dei media.
Gli informatori della salute pubblica e i giornalisti online hanno affrontato ritorsioni e intimidazioni da parte delle autorità dopo aver criticato l'azione del governo in caso di epidemia e aver segnalato casi di presunta corruzione legata all'accumulo di maschere e altri oggetti a beneficio del mercato nero. Le autorità thailandesi hanno anche minacciato alcuni operatori sanitari di azioni disciplinari, compresa la risoluzione del contratto di lavoro e la revoca delle licenze, per aver denunciato la grave carenza di beni di prima necessità negli ospedali del Paese.

### Cambogia
Ci sono state segnalazioni di molestie da parte del governo cambogiano, dei membri dell'opposizione politica e altri come parte di una più ampia campagna contro attivisti della società civile e dissidenti, giornalisti indipendenti e persone comuni che esprimono le loro opinioni online e offline.

### Malaysia
La Malesia ha svolto un'indagine e ha fatto irruzione negli uffici del canale Al-Jazeera dopo aver riferito sul trattamento dei lavoratori migranti nel Paese durante la pandemia di Covid-19 e ha rifiutato di rinnovare i visti a due giornalisti di questo media.

### Filippine
Nelle Filippine, il 25 marzo 2020 il presidente Rodrigo Duterte ha firmato la legge della Repubblica nº11469 o legge Bayanihan. Questa legge definisce la pandemia come un'emergenza nazionale e autorizza il presidente ad esercitare i poteri di emergenza necessari per garantire la salute e la sicurezza pubblica.
La sezione 6f della legge Bayanihan criminalizza le persone che fabbricano e diffondono informazioni false (su social media e altre piattaforme). Di conseguenza, le persone che diffondono informazioni che non hanno "nessun effetto valido o benefico sulla popolazione, e che sono chiaramente destinati a promuovere il panico, il caos, l'illegalità, la paura e la confusione" possono essere incarcerati fino a due mesi o multati fino a un milione di pesos (circa $ 25.000).
Ciò è stato denunciato come una violazione della costituzione delle Filippine.
Le autorità filippine hanno approvato nel corso del 2020 rigide misure di sostegno ad altri mezzi per fermare le attività dell'opposizione, affermano i gruppi per i diritti umani e gli abitanti del paese.

### Corea del Nord
Il regime di Pyongyang ha trascorso il 2020 affrontando una doppia crisi: quella del Covid-19 e quella dovuta alle alluvioni e agli smottamenti nel Paese, a causa di una stagione monsonica eccezionalmente lunga, con episodi di piogge abbondanti. Il governo usa sistematicamente il lavoro forzato e non retribuito dalla maggioranza della sua popolazione per controllare la sua gente e sostenere la sua economia: esperti stranieri segnalano un rischio alimentare significativo. La chiusura delle frontiere con Cina e Russia e le restrizioni estreme imposte in risposta al Covid-19 hanno superato le esigenze di protezione della salute pubblica, lasciando i nordcoreani più isolati che mai. Le autorità hanno intensificato le già rigide restrizioni alle comunicazioni con il mondo esterno e creato zone cuscinetto al confine settentrionale con l'ordine di sparare a vista a chiunque entri senza permesso.

### Cina
Secondo la legge cinese, è illegale per qualsiasi entità diversa dal ministero della salute annunciare notizie su un problema relativo alla salute. Di conseguenza, sono state segnalate numerose repressioni e incarcerazioni di medici e cittadini, che parlano online o offline della pandemia.
Il governo cinese ha imposto la censura anticipata per sopprimere le informazioni su COVID-19 e sui pericoli che rappresenta per la salute pubblica. Ci sono state critiche sul fatto che l'epidemia potesse diffondersi per settimane prima che fossero intrapresi sforzi per contenere il virus. Li Wenliang, un medico cinese che ha avvertito i suoi colleghi del COVID-19 è stato censurato e poi detenuto per "aver diffuso false voci". In seguito ha ceduto al virus dopo essere stato infettato da un paziente. Amnesty International ha criticato il fatto che l'attività di lobbying aggressiva della Cina nei confronti dell'OMS abbia incluso la riduzione al minimo della gravità dell'epidemia.
Plague Inc., un gioco per cellulare incentrato sulla simulazione di pandemie globali, è stato bandito dalla Cyberspace Administration of China con la motivazione che aveva "contenuti illegali" ed è stato prontamente rimosso da tutti i negozi digitali cinesi. Ndemic Creations, lo sviluppatore del gioco, ha affermato che non è chiaro se ciò fosse in relazione alla pandemia di COVID-19, ma che avevano pianificato di lavorare sodo per riportare il loro gioco nelle mani dei giocatori cinesi.

### Hong Kong
A Hong Kong, le autorità hanno invocato le restrizioni Covid-19 nell'ottobre 2020 per vietare le riunioni pro-democratiche e hanno arrestato e multato coloro che hanno ignorato il divieto.
I manifestanti volevano marciare contro l'imposizione da parte di Pechino di un'ampia legge sulla sicurezza nazionale il 30 giugno e chiedere il ritorno di 12 persone di Hong Kong che sono state arrestate in mare dalle autorità cinesi ad agosto mentre tentavano di unirsi a Taiwan.
La polizia ha vietato la protesta, citando le restrizioni legate al coronavirus sulle riunioni di gruppo e le violenze delle precedenti marce.

### Algeria
Il governo algerino è stato accusato di aver utilizzato le restrizioni legate alle misure di prevenzione del Covid-19 per imbavagliare l'opposizione e impedire ai manifestanti di parlare.

### Egitto
In Egitto, tra marzo e giugno 2020, le autorità hanno arrestato e accusato almeno nove membri del personale medico di "diffondere notizie false", di fare "uso improprio dei social media" e - secondo le leggi sul terrorismo - di "appartenenza a un'organizzazione illegale" per aver parlato pubblicamente della mancanza di dispositivi di protezione individuale e dei test Covid-19 per il personale medico.
"Qualsiasi medico nella situazione attuale non è al sicuro" così il dottor Ibrahim Bediwy ha avvertito a maggio in un post online riferendosi al targeting del governo degli operatori sanitari che hanno parlato pubblicamente della risposta delle autorità alla pandemia. Bediwy è stato arrestato il 27 maggio 2020 e detenuto per terrorismo fino alla sua libertà vigilata alla fine di gennaio per ordine del tribunale.

### Uganda
In Uganda, le forze di sicurezza hanno ucciso i manifestanti. Nel novembre 2020, le forze di sicurezza hanno arrestato Robert Kyagulanyi, un candidato presidenziale, per presunta violazione delle regole Covid-19 mobilitando grandi folle per i suoi raduni elettorali. Hanno poi usato gas lacrimogeni e munizioni contro i sostenitori che protestavano contro la sua detenzione, uccidendo almeno 54 persone e ferendone 45. Nello stesso periodo, le autorità hanno autorizzato grandi manifestazioni filo-governative. Il ministro della Sicurezza Elly Tumwine ha avvertito in merito a ulteriori proteste e ha detto al pubblico che la polizia ha il diritto "spararti e ucciderti". Il 29 novembre, il presidente Yoweri Museveni ha promesso di indagare sugli omicidi e di risarcire alcune delle vittime.

### Zimbabwe, Somalia, Kenya, Zambia, Camerun
Il gruppo di monitoraggio Reporters sans frontières (RSF), ha osservato nell'aprile 2020 che "Lo Zimbabwe è attualmente il più grande violatore della libertà di stampa in Africa per la crisi del Coronavirus". Parte della negazione della libertà dei media deriva da informazioni incomplete o errate fornite ai giornalisti sulla possibilità di esercitare la loro professione, che possono portare al ritiro delle tessere stampa o alla reclusione. Intimidazioni, con bullismo e violenza fisica, detenzione e ritiro di tessere stampa sono state segnalate anche in Somalia, Kenya, Zambia e Camerun.
In Camerun, il governo nel settembre 2020 ha programmato le prime elezioni regionali del paese per l'inizio di dicembre, che hanno scatenato le proteste dell'opposizione per problemi procedurali e di sicurezza. Diverse autorità regionali hanno reagito vietando a tempo indeterminato raduni e manifestazioni pubbliche, affermando che avrebbero messo a rischio vite umane diffondendo la Covid-19. Tuttavia, le autorità centrali e regionali hanno permesso che bar, ristoranti, discoteche, scuole, centri di formazione, chiese e moschee rimanessero aperti.

### Sudafrica
In Sudafrica, un'ondata di omicidi di donne e bambini ha scosso il paese dall'allentamento delle norme sanitarie relative al confino nel giugno 2020. Secondo la polizia, questa ondata si spiega con la fine del divieto di consumo di alcol, durato nove settimane.

### Colombia
In Colombia, i gruppi armati hanno applicato con la violenza le proprie misure per prevenire la diffusione della Covid-19, secondo Human Rights Watch.
L'organizzazione ha segnalato diversi omicidi che le autorità locali hanno concluso costituivano ritorsioni per non aver seguito le misure create da questi gruppi, nonché attacchi a veicoli, minacce e intimidazioni.
I gruppi coinvolti nell'imporre le proprie restrizioni alle popolazioni locali all'inizio della pandemia includevano l'Esercito di Liberazione Nazionale (ELN), l'Esercito di Liberazione del Popolo (EPL), l'Autodéfenses gaitanistes de Colombia (AGC) e altri rami dissidenti delle FARC.

### Venezuela
Le forze di sicurezza venezuelane hanno usato la pandemia di coronavirus come copertura per sopprimere le voci di dissenso sui social media e persino nei messaggi privati, secondo Human Rights Watch.
Il gruppo per i diritti umani con sede a New York ha affermato che dozzine di giornalisti, professionisti medici, avvocati per i diritti umani e oppositori del governo sono stati arbitrariamente detenuti e perseguiti da quando il presidente Nicolás Maduro ha dichiarato lo stato di emergenza relativo alla Covid-19 a metà marzo 2020.
Alcuni soggetti critici sono stati vittime di abusi fisici a un livello vicino alla tortura, ha affermato il gruppo in un rapporto che elenca 162 casi di questo tipo tra marzo e giugno. Human Rights Watch afferma di aver verificato diverse denunce attraverso interviste con presunte vittime, citando anche i resoconti dei media venezuelani e dei difensori dei diritti umani.

### Francia
L'ONG Amnesty International denuncia che i difensori dei diritti umani che hanno fornito aiuti umanitari a rifugiati e migranti a Calais e Grande-Synthe hanno continuato a subire atti di vessazione e intimidazione. Su iniziativa del ministro dell'Interno, il prefetto del Pas-de-Calais a settembre ha emesso un'ordinanza che vieta la distribuzione di cibo e bevande ai migranti in gran parte della città di Calais.
Tale decreto, motivato dal prefetto al fine di fermare le "seccature" e il mancato rispetto delle misure del distanziamento sociale che accompagnano le distribuzioni, è stato denunciato da Claire Hédon, difensore dei diritti, come una "discriminazione per nazionalità", e portato in tribunale da dodici ONG e associazioni di aiuto ai migranti.
Secondo un rapporto pubblicato nell'ottobre 2021 da Human Rights Watch, durante i periodi di restrizione dei movimenti in risposta alla pandemia della Covid-19, ai volontari di Utopia 56 sono stati emessi più di 90 contravvenzioni per presunte violazioni del coprifuoco e altre restrizioni di movimento, anche se avevano la documentazione attenstante il fatto che stavano svolgendo attività esenti da tali restrizioni.

### Italia
A seguito di ripetute proteste contro il green pass svoltesi ogni sabato sono state fissate nuove regole che impediscono manifestazioni nelle piazze del centro delle città.
Il leader della protesta Triestina contro il green pass Stefano Puzzer dopo aver manifestato da solo con un banchetto in piazza del Popolo a Roma è stato condannato al Daspo con l’obbligo di non poter tornare nella capitale per un anno.

### Polonia
Un'ostetrica esperta che lavorava durante la pandemia in un ospedale polacco è stata licenziata dopo aver pubblicato un rapporto su Facebook il 18 marzo sulle condizioni del personale medico e dell'ospedale in relazione alla pandemia. In seguito sono emerse notizie secondo cui ai medici era stato proibito di fornire informazioni ai media. Il 25 marzo 2020, il difensore civico polacco Adam Bodnar ha informato il ministro della Sanità che la libertà di parola del personale medico e il diritto del pubblico di sapere sono garantiti dagli articoli 2, 54 e 61 della Costituzione polacca e che licenziare o punire i medici per aver informato il pubblico durante la pandemia potrebbe essere una violazione delle "norme obbligatorie".
Il 26 marzo, il segretario di Stato polacco del Ministero della Salute, Józefa Szczurek-Żelazko, ha pubblicato una dichiarazione scritta che vieta ai consulenti medici del voivodato di rilasciare dichiarazioni relative al COVID-19 a meno che non si siano prima consultati con il Ministero della Salute o Główny Inspektorat Sanitarny (GIS, l'agenzia sanitaria nazionale). Un gruppo di medici, Porozumieniu Chirurgów SKALPEL, ha descritto l'ordine come un ricatto e ha detto che si rischiava la catastrofe.

### Turchia
Le forze dell'ordine hanno arrestato 19 utenti dei social media i cui post erano "infondati e provocatori", causando panico e paura secondo i funzionari. Alcuni giornali consideravano queste azioni una censura. A partire dal 6 aprile, almeno sette giornalisti, che riportavano ciascuno per i media locali, sono stati arrestati per come hanno coperto la pandemia e l'autorità di vigilanza sui media statali ha multato almeno tre canali per la loro copertura dell'epidemia, incluso il canale principale Habertürk, che è stato penalizzato dopo che il suo esperto medico ha dichiarato che il basso livello di test e l'alto tasso di trasmissione del virus significavano che c'erano molti casi non diagnosticati, superando di gran lunga le cifre dei casi confermati dal governo.
A causa della pandemia di COVID-19, il parlamento turco ha accettato un disegno di legge che potrebbe consentire il rilascio di un massimo di 100.000 prigionieri, comprese le persone responsabili della morte. Tuttavia, la legge esclude i circa 50.000 prigionieri politici della Turchia, compresi giornalisti e difensori dei diritti umani, che si dice rimarranno in carcere nonostante il sovraffollamento e le condizioni di vita insalubri che già rappresentano una grave minaccia per la salute.

### Israele
Il 3 ottobre 2020, decine di migliaia di israeliani sono scesi in strada in centinaia di regioni in tutto Israele, durante il blocco per la COVID-19, per protestare in seguito all'approvazione da parte del parlamento di una nuova legge che frena le proteste antigovernative. Alle persone è stato impedito di condurre tali dimostrazioni per più di 1 km dalle loro case, in base alla nuova legge, che ha imposto regole di distanziamento sociale più severe. I critici lo hanno definito un duro colpo per la libertà di parola. Le manifestazioni hanno violato la legge, poiché hanno esercitato pressioni sul primo ministro Benjamin Netanyahu sulla sua gestione della pandemia e sulle accuse di corruzione.

### Azerbaigian
Human Rights Watch ha riferito che almeno sei attivisti e giornalisti pro-opposizione sono stati arrestati dopo aver criticato la risposta del governo alla pandemia, accusandoli di aver abusato delle restrizioni per mettere a tacere l'opposizione politica.

### Turkmenistan
Il governo del Turkmenistan ha bandito la parola "coronavirus" sui media.

### Social network
Vari social network hanno applicato misure anti-spam per i contenuti pubblicati su SARS-CoV-2 e sulla pandemia. Facebook avrebbe censurato i contenuti informativi sul virus. Secondo gli utenti, i post su COVID-19 provenienti da fonti di media affidabili sono stati bloccati e nascosti ad altri utenti. Facebook ha affermato che un bug era responsabile di ciò, ma circolano cospirazioni secondo cui ciò è stato fatto deliberatamente per sopprimere le informazioni.
YouTube ha demonetizzato diversi video in cui è stato utilizzato il termine "corona". La demonetizzazione è stata citata secondo le regole dei contenuti sensibili.

## Libertà di movimento
La pandemia di Covid-19 è stata citata come la possibile fine della cittadinanza globale.

### Filippine
Nelle Filippine il presidente Duterte ha ordinato l'arresto per i non vaccinati che escono di casa senza una ragione essenziale.

### Italia
L’introduzione di norme molto restrittive come il Green pass rafforzato per i trasporti e il lavoro pone dei dubbi di legittimità ai diritti dei non vaccinati ponendo di fatto una discriminazione. Questa la posizione di Amnesty international Italia.

### Controllo delle frontiere e quarantena

#### Turkmenistan
Il servizio di frontiera del Turkmenistan ha ricevuto una formazione online sulla "gestione dei valichi di frontiera (BCP) nel contesto della lotta globale contro la pandemia di COVID-19". L'evento è stato organizzato dal Centro OSCE di Ashgabat insieme all'Ufficio nazionale dell'OMS in Turkmenistan, all'Ufficio regionale dell'OMS per l'Europa, al Ministero della sanità e all'industria medica del Turkmenistan.

#### Australia
Il governo australiano ha inviato centinaia di australiani evacuati da Wuhan nel febbraio 2020 in un centro di detenzione per immigrati sull'Isola di Natale, dove le condizioni erano state precedentemente descritte come "disumane" dall'Australian Medical Association. Gli sfollati in seguito hanno riferito che mentre erano preoccupati per il trattamento che avrebbero ricevuto prima di arrivare all'Isola di Natale, hanno descritto le disposizioni per il loro periodo di quarantena al centro come buone.
Altri casi riguardano altri cittadini costretti a permanere 14 giorni.
Nell'ottobre 2020 Human Rights Watch ha dichiarato che la rigorosa chiusura delle frontiere interne imposta dal governo dell'Australia occidentale stava "causando indebite difficoltà alle famiglie". L'organizzazione ha raccomandato che "il governo dovrebbe fare più eccezioni per i casi compassionevoli, dare la priorità ai ricongiungimenti familiari, fornire maggiore trasparenza sul processo di approvazione e fornire spiegazioni più chiare alle persone a cui è stato rifiutato il permesso di tornare nel loro stato d'origine".
Gli accademici Jane McAdam e Ben Saul hanno sollevato preoccupazioni nel dicembre 2020 sul fatto che le restrizioni imposte al numero di australiani che potevano entrare nel paese e al modo in cui venivano assegnati i posti nel programma di quarantena degli hotel potrebbero costituire una violazione dei diritti umani.
Particolare attenzione è stata riposta al caso del tennista Djokovic e alle rigorose misure di restrizione impostegli.

#### Argentina
In Argentina, lo stato di emergenza ha limitato i diritti costituzionali fondamentali (libertà personale, libertà di movimento, libertà di riunione) e lo spazio pubblico è stato militarizzato. Non sono note impugnazioni legali alle misure. La Corte Suprema dell'Argentina ha esteso il suo congedo giudiziario annuale, limitando l'accesso alla giustizia.

## Libertà di riunione
Le restrizioni alla circolazione, compresi i blocchi, hanno influenzato l'espressione della libertà di riunione imponendo un limite di persone che potevano incontrarsi a ogni riunione o vietando completamente qualsiasi manifestazione.

## Libertà di religione
Le restrizioni in alcuni paesi hanno imposto un limite ai praticanti che partecipano a una cerimonia religiosa.
Le autorità di alcuni paesi hanno permesso che la chiamata musulmana alla preghiera fosse ascoltata dai minareti durante il Ramadan. In Austria, Polonia, Francia e in alcuni altri paesi europei, i funzionari hanno imposto la copertura del viso come misura protettiva, mentre alcuni anni prima avevano negato il diritto di coprire il viso alle donne musulmane che lo desideravano come parte dell'abbigliamento religioso.

## Diritto alla privacy
I governi di molti paesi hanno condotto una sorveglianza di massa per effettuare il tracciamento dei contatti nella diffusione della malattia e dei suoi portatori. In Cina, il governo ha installato CCTV alle porte delle persone in quarantena per assicurarsi che non se ne vadano. Per alcuni residenti di Hong Kong è stato chiesto di indossare un braccialetto collegato a un'app per smartphone per avvisare le autorità in caso di violazione della quarantena. In alcune parti dell'India, ai passeggeri veniva timbrata con inchiostro indelebile sulle mani la data fino a quando la persona doveva rimanere in quarantena.
Il 13 maggio 2020, Human Rights Watch ha riferito che le applicazioni di localizzazione mobile che i governi di tutto il mondo utilizzano per contrastare la crisi COVID-19, rappresentano un rischio per i diritti umani. Il gruppo per i diritti ha affermato che l'utilità di tali programmi era ancora discutibile e con un facile accesso alla posizione geopolitica dell'utente e alle informazioni di prossimità, una sorveglianza sproporzionata può minacciare la loro privacy personale. Il 18 maggio 2020, la Commissione scozzese per i diritti umani ha scritto una lettera al Comitato di giustizia di Holyrood sottolineando le gravi condizioni all'interno delle carceri scozzesi durante la pandemia. Nella sua lettera, la commissione ha sostenuto che l'attuale status potrebbe portare a un trattamento disumano dei detenuti, in violazione dell'articolo 3 della Convenzione europea dei diritti dell'uomo. “È probabile che le persone in carcere siano più vulnerabili ai rischi e agli impatti della COVID-19. Le condizioni di detenzione rendono praticamente impossibile il distanziamento sociale; molti detenuti vivono attualmente insieme in celle progettate per una persona; e i prigionieri trascorrono più tempo nelle loro celle senza possibilità di ricevere una visita dalla loro famiglia", ha affermato Judith Robertson, presidente della commissione.
Il 1º luglio 2020, l'organizzazione per i diritti umani e la Commissione intergovernativa per i diritti umani dell'ASEAN (AICHR) hanno inviato una lettera aperta al governo indonesiano per emanare un regolamento sui suoi sforzi di tracciamento dei contatti COVID-19, compresi i dati raccolti e come i dati dovrebbero essere trattati per proteggere la privacy degli individui.

## Violazioni nelle carceri
Il 10 aprile 2020, i filmati condivisi da Amnesty International hanno rivelato che i detenuti in una prigione cambogiana vivono in "condizioni disumane". Con almeno 25 prigionieri che giacciono sul pavimento di un'unica piccola cella, la prigione è estremamente sovraffollata e viola i requisiti di distanza fisica. È stata definita una "bomba ad orologeria, soprattutto durante l'epidemia di coronavirus".
Le misure di quarantena durante la pandemia di COVID-19 hanno interrotto le condizioni nei centri di detenzione malsani e sovraffollati dell'America Latina. L'indisponibilità di cibo, che di solito viene fornito dai parenti dei detenuti, ha portato a una nuova serie di sconvolgimenti in una prigione venezuelana, all'interno del Centro Penitenziario Los Llanos (CEPELLA) a Guanare. L'esplosione della rivolta all'interno della prigione ha ucciso almeno 46 prigionieri e ferito oltre 70, tra cui un ufficiale della guardia nazionale e un direttore. I gruppi per i diritti umani, tra cui Amnesty International, hanno chiesto un'indagine e l'analisi della risposta delle autorità.
Il 19 maggio 2020, venti organizzazioni per i diritti umani hanno inviato una lettera al presidente della Tanzania John Magufuli chiedendo di adottare le misure necessarie per affrontare la situazione COVID-19 nelle carceri congestionate e hanno inoltre esortato a garantire che i prigionieri e i detenuti abbiano un accesso adeguato a un avvocato. Le organizzazioni che hanno inviato la lettera includono, il Centro legale e per i diritti umani a Dar es Salaam, Amnesty International e Human Rights Watch.
Il 10 giugno 2020, Human Rights Watch ha invitato le autorità degli Emirati Arabi Uniti a intraprendere azioni urgenti per garantire la sicurezza dei prigionieri in almeno 3 centri di detenzione in mezzo alla pandemia di COVID-19. I parenti dei prigionieri della prigione di al-Wathba, della prigione di al-Awir e del nuovo centro di detenzione di al-Barsha, hanno informato l'HRW che ad alcuni dei prigionieri risultati positivi al COVID-19 e a molti prigionieri con condizioni di salute croniche è stato negato il diritto di aiuto medico. Le carceri sono sovraffollate e le autorità non hanno mantenuto l'igiene e i servizi igienico-sanitari adeguati, aggravando la diffusione del virus.
Il 20 luglio 2020, Human Rights Watch ha riferito che le carceri egiziane stavano vivendo un aumento dei casi di COVID-19 e avevano ucciso almeno 14 detenuti. Le autorità hanno cercato di soffocare le notizie sulla diffusione del virus all'interno delle carceri e di arrestare gli operatori sanitari, giornalisti e critici che hanno alzato la voce in merito alle preoccupazioni sulla gestione della pandemia da parte del governo.
Secondo il rapporto di un gruppo locale per i diritti umani, la lettera trapelata da 2 carceri e l'indagine di Human Rights Watch, al 15 luglio 2020 almeno 10 strutture di detenzione in Egitto sono state infettate da Covid-19 e circa 14 prigionieri sono morti dopo aver contratto la malattia. I detenuti hanno accesso minimo alle cure mediche e nessun accesso ai test Covid-19.
Nonostante gli avvertimenti di Human Rights Watch sul pericolo delle condizioni carcerarie antigieniche negli Stati Uniti, il tasso di infezione dei prigionieri era 5,5 volte superiore a quello della popolazione generale. Di conseguenza, il tasso di mortalità nelle carceri è stato più elevato rispetto a quello al di fuori delle carceri.
Nel dicembre 2020, Human Rights Watch ha rivelato che l'Arabia Saudita teneva migliaia di migranti africani in condizioni sporche nei suoi centri di detenzione. I detenuti, che sono stati intervistati, hanno riferito che le autorità saudite non hanno adottato misure per controllare la diffusione del COVID-19 all'interno del carcere, e alcuni di loro all'interno della struttura hanno mostrato i sintomi del COVID-19.
Un rapporto diffuso da Amnesty International ha evidenziato la tortura e la crudeltà a cui sono stati sottoposti i prigionieri di coscienza nelle prigioni egiziane. Il rapporto, "What do I care if you die?” Negligence and denial of health care in the Egyptian prisons” è stato rilasciato nel decimo anniversario della rivolta araba del 2011 in Egitto. Oltre alla tortura di uomini e donne arrestati per aver chiesto giustizia sociale e politica, il rapporto di Amnesty ha anche messo in luce la negligenza delle misure sanitarie per la protezione dei prigionieri contro la pandemia di COVID-19. Philip Luther, direttore della ricerca e dell'advocacy per il Medio Oriente e il Nord Africa per Amnesty International, ha detto che le autorità carcerarie hanno permesso ai prigionieri di fare affidamento sulle loro famiglie per cibo, medicine e generi di prima necessità come il sapone, e hanno negato loro le cure mediche o il trasferimento tempestivo negli ospedali.
Nel giugno 2021, un importante attivista per i diritti umani del Bahrain, Husain Barakat è morto nella prigione di Jau dopo aver contratto il Covid-19. Era stato completamente vaccinato nel marzo 2021. L'incidente ha portato a rare proteste nel paese, dove in centinaia si sono radunati per manifestazioni che hanno ritenuto il re Hamad bin Isa Al Khalifa responsabile della morte di Barakat a causa di cure improprie. Diversi difensori dei diritti umani e gruppi l'hanno definita "negligenza medica sistematica", dove il governo del Bahrein è stato accusato di ignorare la portata del problema. Nonostante l'alto tasso di vaccinazione, il Bahrain stava affrontando un'impennata significativa dei casi di Covid-19. Il paese dipendeva dal vaccino cinese Sinopharm BIBP che non era in grado di indurre anticorpi sufficienti per proteggersi dal virus.

## Questioni relative ai diritti umani relative alle nuove tecnologie dell'informazione e della comunicazione (NICT)
Secondo il think tank del Lowy Institute, la Cina ha utilizzato la pandemia di COVID-19 per espandere un modello di "autoritarismo digitale" all'interno del Paese, esportarlo e promuoverlo all'estero.

### Sorveglianza digitale e tutela della privacy
I dati personali possono essere raccolti dagli smartphone per tracciare i movimenti delle persone in città, paesi e regioni. Le interazioni quotidiane lasciano il segno, come i pagamenti con carta di credito in un bar o i lettori di targhe al casello. Dati ancora più sfumati vengono raccolti dalle applicazioni di automonitoraggio che ora compaiono in un certo numero di paesi.
Alcuni paesi utilizzano persino telecamere di sorveglianza e tecnologie di riconoscimento facciale per monitorare la posizione delle persone ritenute isolate e l'identità delle persone con cui sono venute in contatto.
I benefici per la salute pubblica derivanti dall'utilizzo di questa tecnologia di sorveglianza sono ovvi, ma lo sono anche le minacce alla privacy e all'autonomia individuali. La domanda importante che affrontiamo oggi è se la necessità di ridurre la trasmissione da persona a persona di COVID-19 debba giustificare la perdita della privacy e delle libertà che la accompagnano.
Ecco una serie di misure adottate dai governi di tutto il mondo:
- In Corea del Sud, il governo sta usando i telefoni cellulari per monitorare i movimenti delle persone in auto-quarantena. L'app consente ai pazienti di segnalare i sintomi alle autorità sanitarie, monitorando i loro movimenti, avvisando le persone e il governo se un paziente lascia l'area di quarantena mentre porta il cellulare[136].
- Singapore ha adottato un approccio diverso, affidandosi ai cittadini per scaricare un'app, TraceTogether, per effettuare la tracciabilità dei contatti. L'app salva i contatti con altri telefoni che la utilizzano. Questi dati vengono raccolti tramite Bluetooth. L'applicazione salva quindi un registro queste connessioni. Se a una persona viene diagnosticato il virus, fornisce un avviso che informa coloro che si sono associati alla persona infetta e suggerisce azioni appropriate, come la necessità di iniziare l'autoisolamento[136].
- Ai neozelandesi è stato chiesto di consentire alla polizia di rintracciare i loro telefoni cellulari per sapere dove si trovano[136].
- Israele ha riorientato i dati sulla posizione raccolti dai cellulari per scopi antiterrorismo per mappare i movimenti delle persone con COVID-19 e di coloro che hanno incontrato. Come parte di questo sistema, l'agenzia di controspionaggio del governo Shin Bet vaglia i metadati del telefono per identificare le persone con il virus e i loro contatti, quindi invia un avviso con le istruzioni[136].
- A Mosca, il governo utilizza la rete televisiva a circuito chiuso della città, che dispone di 170.000 telecamere, per monitorare le persone utilizzando software di riconoscimento facciale e punire coloro che violano le restrizioni di quarantena e autoisolamento. Questo approccio non può essere aggirato dai cittadini che lasciano il telefono a casa[136].
- In Russia, le autorità di Mosca stanno procedendo con l'installazione di uno dei più grandi sistemi di telecamere di sorveglianza al mondo dotato di tecnologia di riconoscimento facciale, nonostante le proteste degli attivisti. Sebbene non sia stato progettato per questo scopo, il sistema viene ora utilizzato per garantire che le persone risultate positive al COVID-19 o messe in quarantena restino a casa. Il governo tiene traccia anche della geolocalizzazione, delle chiamate e di altri dati dai loro telefoni cellulari. Le autorità locali in alcune aree hanno implementato sistemi di pass, che richiedono ai residenti di ottenere un SMS o un codice QR che serve come prova per avere un motivo legittimo per recarsi in una determinata città[55].
- Dal 5 aprile, il governo azero ha richiesto ai residenti di ottenere tali codici per uscire di casa, con solo pochi compiti considerati legittimi, come l'acquisto di cibo o medicine o la ricerca di cure mediche. In particolare, i trasgressori rischiano pene fino a 30 giorni di carcere. Le autorità hanno finora arrestato diverse centinaia di persone per questo reato. L'Azerbaigian ha un governo molto autoritario che non si è trattenuto dall'usare questo sistema per vendicarsi contro i critici. Tra gli arrestati per reati figurano sei attivisti politici, alcuni dei quali avevano infatti ottenuto il lasciapassare[137].
- È noto che le autorità cinesi utilizzano la tecnologia per la sorveglianza di massa, senza essere vincolate dalle leggi sulla privacy, da una stampa libera, da una solida società civile o da un sistema legale indipendente. Di recente, la Cina ha utilizzato un'app, il codice sanitario, per combattere la COVID-19. Le persone forniscono le loro informazioni personali, incluso il numero ID, l'indirizzo, se sono state con persone con il virus e i loro sintomi. L'applicazione visualizza quindi uno dei tre colori seguenti: verde significa che possono andare ovunque, giallo e rosso significano rispettivamente sette e quattordici giorni di quarantena. L'applicazione raccoglie anche di nascosto - e condivide con la polizia - i dati sulla posizione delle persone. Inoltre, può attingere ad altri database governativi e gli algoritmi sono sconosciuti, il che pone vincoli arbitrari alla libertà di movimento, tra gli altri diritti. Ciò solleva serie preoccupazioni per il futuro, compreso ciò che le autorità faranno con ancora più raccolta di dati.[55]

### Divario digitale e diritto di accesso alle risorse digitali
La Dichiarazione africana dei diritti e delle libertà di Internet (AfDec) è un'iniziativa panafricana volta a promuovere gli standard dei diritti umani e i principi di apertura nella formulazione e nell'attuazione delle politiche relative a Internet nel continente. L'Associazione per il progresso delle comunicazioni e i membri della coalizione AfDec hanno invitato gli attori della regione a sviluppare una serie di rapporti sulla pandemia di COVID-19 in Africa e sui diritti umani. Questi 19 rapporti esaminano come la pandemia abbia influito su Internet e sui diritti umani in Africa per quanto riguarda l'istruzione, la sorveglianza, la protezione dei dati e la privacy, il genere, le politiche, gli usi, l'accesso e le modalità di governance nelle tecnologie dell'informazione e della comunicazione.
I rapporti mostrano l'importanza dei diritti a un accesso equo alle risorse digitali al fine di prevenire l'impatto del divario digitale sui diritti umani in Africa

## Diritti delle minoranze
Man mano che il COVID-19 si diffondeva all'interno dei paesi, le popolazioni vulnerabili ed emarginate come specifiche minoranze etniche e gruppi di migranti, nonché quelle con basso reddito e basso status socioeconomico sono state fortemente colpite. Questa pandemia ha esposto e amplificato le disparità sanitarie tra questi gruppi, che sono alimentate da complessi determinanti socioeconomici della salute e disuguaglianze strutturali di vecchia data.

### Minoranze etniche

#### Francia
In Francia, dove studi empirici condotti dall'Open Society Justice Initiative e dall'Agenzia dell'Unione europea per i diritti fondamentali dimostrano un impatto sproporzionato dei controlli di identità sui gruppi minoritari in Francia, indicando l'uso di profili etnici da parte delle forze dell'ordine, i cittadini muniti di telefoni e attivisti hanno documentato arresti di polizia abusivi nei confronti di minoranze nel contesto dell'applicazione di misure di contenimento.
I dati statistici raccolti da sociologi e organizzazioni non governative indicano che uomini e ragazzi neri e arabi, o percepiti come tali, che vivono in aree economicamente svantaggiate sono obiettivi particolarmente frequenti per tali arresti.
I resoconti dei controlli di polizia, le riprese video e i dati ufficiali suggeriscono che i controlli di polizia legati all'applicazione delle misure di contenimento a partire da metà marzo 2020 nel contesto della pandemia di Covid-19 hanno mostrato una propensione a favore dei controlli rivolti alle minoranze nei quartieri poveri. Nei primi 10 giorni di contenimento hanno iniziato a circolare sui social e su altri video dei controlli di polizia che appaiono abusivi, violenti e discriminatori.
Sebbene sia difficile ottenere dati ufficiali sui controlli regolari della polizia, le autorità francesi hanno pubblicato statistiche sugli arresti e le multe comminate nell'ambito delle misure di contenimento. Questi mostrano una concentrazione di fermi di polizia per applicare misure sanitarie in "quartieri popolari" che hanno un numero elevato di residenti di minoranze visibili. Il 23 aprile il ministro dell'Interno, Christophe Castaner, ha dichiarato che erano stati effettuati 220.000 controlli a Seine-Saint-Denis, la regione più povera della metropoli "più del doppio della media nazionale". Le statistiche ufficiali di aprile hanno anche indicato che il tasso di multe a Seine-Saint-Denis, al 17%, quasi tre volte la media nazionale.

#### Stati Uniti, Regno Unito
Negli Stati Uniti e nel Regno Unito è stata segnalata una mortalità sproporzionata da COVID-19 tra i gruppi etnici minoritari. Diversi stati degli Stati Uniti hanno tassi di mortalità e COVID-19 più elevati tra afroamericani e latini rispetto alla popolazione bianca. Negli Stati Uniti, a giugno 2020, afroamericani e latini rappresentavano rispettivamente il 21,8 e 33,8% di casi COVID-19, ma costituiti solo dal 13 e dal 18% della popolazione. Allo stesso modo, nel Regno Unito, le minoranze nere e asiatiche avevano maggiori probabilità di morire di COVID-19 rispetto a quelle di origine bianca (rapporti di rischio di 1,7 e 1,6), anche dopo essersi adeguati in base all'età, alle comorbidità mediche sottostanti e ai livelli di privazione.
Negli Stati Uniti, molti gruppi razziali ed etnici minoritari sono stati colpiti in modo sproporzionato dal COVID-19.
I filippino-americani sono stati colpiti in modo sproporzionato dal COVID-19. Molti filippini americani lavorano come infermieri nella terapia intensiva dove vengono curati i pazienti COVID e molti di loro non sono dotati di DPI. I filippini americani avevano un tasso di mortalità più elevato, che è stato attribuito alla loro dieta che ha portato a casi più elevati di obesità, ipertensione e malattie cardiache. In alcune industrie dello Utah tra marzo e giugno, si è riscontrato che i lavoratori ispanici e non bianchi rappresentavano il 73% dei casi di epidemie sul posto di lavoro. Gli ispanici sono stati anche colpiti finanziariamente, con un tasso di disoccupazione superiore alla media nazionale.

#### Malaysia
Le autorità malesi hanno rastrellato e detenuto centinaia di migranti privi di documenti, compresi i rifugiati Rohingya, come parte degli sforzi per contenere il coronavirus, hanno detto funzionari.
L'ONU ha dichiarato che l'operazione potrebbe spingere i gruppi vulnerabili a nascondersi e impedire loro di cercare un trattamento, e l'attivista malese Tengku Emma Zuriana Tengku Azmi, ambasciatrice per il Consiglio europeo di Rohingya, si è detta scioccata per l'atteggiamento della gente Malese verso i Rohingya.

### Migranti
La pandemia di coronavirus ha inferto un duro colpo alla migrazione globale. Già nel maggio 2020, l'Organizzazione internazionale per le migrazioni ha riferito che i visti di lavoro per i migranti erano stati praticamente sospesi e che il reinsediamento di rifugiati e richiedenti asilo nei paesi terzi era stato temporaneamente sospeso.

#### Fattori di rischio
Esistono pochi dati sull'impatto del Covid-19 sulla morbilità e mortalità dei migranti in particolare, ma i migranti che vivono nei campi profughi, nei centri di detenzione e nei centri di accoglienza sono stati particolarmente esposti al Covid-19. I migranti sono una popolazione eterogenea che può avere bisogni di salute diversificati e affrontare barriere sanitarie che differiscono a seconda del tipo di migrante, del diritto all'assistenza sanitaria e della fase del viaggio migratorio.
Focolai di Covid-19 sono stati documentati nei sovraffollati campi profughi della Grecia Grecia continentale, tra richiedenti asilo e rifugiati nei centri di accoglienza in Germania e tra i richiedenti asilo in un ostello in Portogallo. Nei centri di detenzione per immigrati negli Stati Uniti, ci sono stati più di 1.200 casi confermati di Covid-19 in 52 strutture. In un centro di detenzione statunitense, metà dei detenuti è risultata positiva al Covid-19. Le persone che vivono in questi luoghi affollati non sono in grado di seguire le pratiche di prevenzione di base, tra cui l'igiene delle mani (a causa della mancanza di strutture), il distanziamento sociale o l'autoisolamento in caso di malattia. I lavoratori migranti temporanei e gli immigrati stabili sono stati la fonte di un gran numero di casi di insorgenza di Covid-19 sul posto di lavoro.
Durante la pandemia, la Francia ha continuato a collocare i migranti nei centri di detenzione amministrativa nonostante le richieste di chiusura lanciate a marzo dal Difensore dei diritti e dal Controllore generale dei luoghi di privazione della libertà a causa del rischio di contrarre la Covid-19 e il fatto che non è stato possibile raggiungere il distanziamento sociale entro un lasso di tempo ragionevole a causa delle restrizioni di viaggio. A settembre, il governo ha annunciato che avrebbe utilizzato un centro di detenzione nella regione di Parigi per collocare le persone risultate positive alla Covid-19 in attesa di espulsione.
La Commissione consultiva nazionale per i diritti umani (CNCDH) e il difensore dei diritti hanno dichiarato che le autorità francesi non hanno garantito ai minori migranti non accompagnati l'accesso ai diritti fondamentali e alle cure di cui dovrebbero beneficiare. I servizi di protezione dell'infanzia in diversi dipartimenti francesi sono venuti meno al loro obbligo di fornire alloggio e altri servizi di base, anche nel bel mezzo della pandemia di Covid-19, mettendo i bambini ancora più a rischio.

#### Aumento della disuguaglianza e dell'esclusione a livello internazionale
Dal 2015, di fronte al flusso di migranti e ai modelli di sfollamento nei vari paesi europei, movimenti e partiti autoritari e di destra sono riusciti a tradurre le questioni di identità nazionale e i discorsi nazionalisti in un "problema di migrazione".
Con la chiusura delle frontiere esterne dell'Unione europea così come di molte frontiere interne, la sospensione del diritto d'asilo e le restrizioni alla libertà di circolazione nell'area Schengen, le questioni centrali dell'estrema destra riguardanti il "problema della migrazione" sono state minate le loro vecchie richieste di chiudere i confini europei e nazionali risuonando come l'eco di un lontano passato. Allo stesso tempo, lo stigma e i crimini d'odio legati alla Covid-19 hanno rafforzato il razzismo, mentre le violazioni dei diritti umani in "aree di confine" d'Europa hanno esacerbato e addirittura sono peggiorati durante l'attuale crisi.
In Croazia, la rete di monitoraggio della violenza di frontiera ha segnalato espulsioni illegali, che comportano l'uso di armi a scarica elettrica e da fuoco, detenzioni arbitrarie in strutture scadenti e trattamenti umilianti quali la svestizione forzata e la marcatura a spruzzo (Border Violence Surveillance Network 2020). La disuguaglianza si è ulteriormente accentuata per i migranti dall'inizio delle misure di contenimento del Covid-19, limitando l'accesso a rifugi, assistenza sanitaria, alloggi adeguati e sicurezza contro brutali espulsioni collettive (Border Violence Monitoring Network 2020). Osservazioni simili sono state riportate in Austria, Germania, Svezia e Serbia, dove lo Stato non solo non è riuscito ad aiutare le popolazioni migranti più vulnerabili alla pandemia, ma ha apertamente ignorato i loro diritti umani.
Secondo l'Organizzazione internazionale per le migrazioni, migliaia di migranti sono rimasti bloccati nel sud-est asiatico, in Africa e in America Latina a causa della chiusura delle frontiere e delle restrizioni ai viaggi. Ciò indica che molti migranti che desideravano tornare nel loro paese di origine a causa della pandemia sono rimasti bloccati e costretti a vivere in condizioni difficili con cure minime.

## Conseguenze economiche per le popolazioni povere
Senza lo sforzo delle autorità pubbliche i significativi meccanismi di solidarietà, le politiche di contenimento esacerbano il circolo vizioso tra povertà e cattive condizioni di salute. Human Rights Watch ha segnalato il caso dell'India, dove il contenimento ha un impatto sproporzionato sulle comunità emarginate che perdono l'accesso ai bisogni di base.
Un terzo della popolazione urbana del pianeta vive in baraccopoli sovraffollate, ed è quindi particolarmente minacciata dal virus. Questi campi mancano di centri sanitari e concentrano popolazioni in condizioni di salute precarie, affette da malnutrizione o altre epidemie come la tubercolosi. La chiusura delle scuole minaccia milioni di studenti di malnutrizione privandoli dei pasti scolastici. Anche i campi profughi sono minacciati dalla fine degli aiuti alimentari e umanitari. Il Norwegian Refugee Council afferma di aver perso i contatti con 300 000 beneficiari dei suoi programmi in Medio Oriente. La distribuzione degli aiuti, compresi sapone, acqua e kit igienici, è compromessa dalle misure di contenimento e dalla chiusura delle frontiere.
Circa due miliardi di persone nel mondo lavorano nel settore informale e potrebbero ritrovarsi senza alcun reddito per sopravvivere. L'Organizzazione internazionale del lavoro sottolinea che "i lavoratori dell'economia informale non beneficiano della protezione di base offerta solitamente dai lavori formali, soprattutto in termini di protezione sociale. Sono inoltre svantaggiati nell'accesso ai servizi sanitari e non hanno un reddito sostitutivo se smettono di lavorare a causa di una malattia." Per far fronte a questa crisi, la Confederazione internazionale dei sindacati chiede la creazione di un fondo globale di protezione sociale universale per i paesi più poveri, al fine di sostenere l'assistenza sanitaria e il mantenimento del reddito in tutto il pianeta.
Secondo The Lancet, c'è bisogno di ridefinire il modello generale di vulnerabilità, anche nei paesi sviluppati i decisori politici devono prendere in considerazione il rischio di peggiorare le disuguaglianze sanitarie e andare oltre un singolo modello di salute.

## Diritto al rispetto della vita privata e familiare

### Francia
A Strasburgo e Lione, i tribunali amministrativi avevano annullato o limitato le ordinanze locali che prescrivevano l'obbligo di indossare la maschera, ma il Consiglio di Stato francese, il tribunale amministrativo supremo della Francia, ha confermato i regolamenti.

### Germania
Molte mozioni di ingiunzione contro i decreti statali che prescrivono misure contro la diffusione della SARS-2 sono state presentate alla Corte costituzionale tedesca nel 2020, ma tutte sono state respinte nella forma o nel contenuto. Nella maggior parte dei casi, i querelanti erano stati deferiti ai normali tribunali amministrativi.
Tra i provvedimenti impugnati vi erano:
- Test obbligatori per il COVID-19 su persone provenienti da paesi ad alto rischio di infezione da SARS-2, contestati per motivi di integrità fisica e custodia dei figli.[154]
- Distanziamento fisico degli scolari in Baviera, contestato sulla base del diritto all'istruzione, del diritto al libero sviluppo della personalità e del principio di proporzionalità.[155]
- Il distanziamento sociale (restrizioni ai contatti), la tracciabilità dei contatti e l'uso obbligatorio di mascherine sono stati contestati per motivi di proporzionalità.[156]
- Quarantena per chi entra o rientra in Germania da Paesi extraeuropei, impugnato per il diritto a un processo equo.[157]